# ماریون (آرکانزاس)
ماریون (آرکانزاس) (به انگلیسی: Marion, Arkansas) یک شهر در ایالات متحده آمریکا با جمعیت ۱۲٬۳۴۵ نفر است که در آرکانزاس واقع شده‌است.

## موقعیت جغرافیایی
موقعیت جغرافیایی شهرها و مناطق اطراف به شرح زیر است: